# George Villiers, 6. Earl of Clarendon

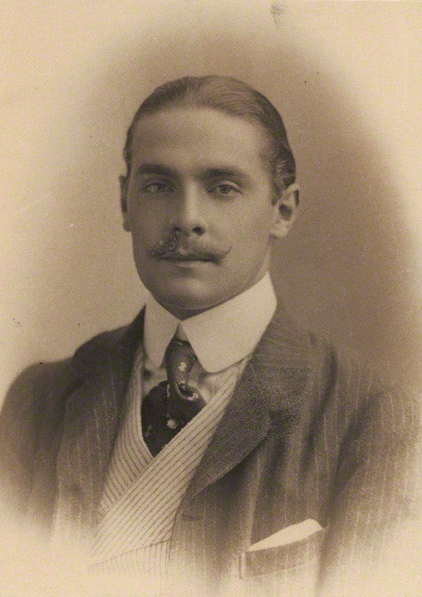
George Villiers, 6. Earl of Clarendon (Oktober 1899)

George Herbert Hyde Villiers, 6. Earl of Clarendon, KG GCMG GCVO PC DL (* 7. Juni 1877 in London; † 13. Dezember 1955 in London) war ein britischer Politiker (Conservative Party). Er war von 1931 bis 1937 Generalgouverneur der Südafrikanischen Union.

## Leben
Er entstammte der Familie Villiers und war der einzige Sohn von Edward Villiers, 5. Earl of Clarendon, aus dessen Ehe mit Lady Caroline Elizabeth Agar, Tochter des James Agar, 3. Earl of Normanton. Als Heir apparent seines Vaters führte er zu dessen Lebzeiten den Höflichkeitstitel Lord Hyde. George Villiers, 4. Earl of Clarendon, dreimaliger Außenminister, war sein Großvater.
Von 1891 bis 1893 besuchte er das Eton College. Von 1902 bis 1905 diente er in Dublin als zusätzlicher Aide-de-camp des Lord Lieutenant von Irland, William Ward, 2. Earl of Dudley.
Beim Tod seines Vaters erbte er 1914 dessen Adelstitel als 6. Earl of Clarendon und 6. Baron Hyde und wurde dadurch Mitglied des House of Lords, wo er sich der Fraktion der Conservative Party anschloss. Anlässlich des Ersten Weltkriegs trat er 1916 im temporären Rang eines Lieutenant-Colonel in die British Army ein und wurde County Commandant des Hertfordshire Volunteer Regiment; 1920 schied er aus dem Armeedienst aus. Von 1919 bis 1921 war er Kanzler der konservativen Wählerorganisation Primrose League und von 1926 bis 1930 Vorsitzender der BBC.
Als Bonar Law 1922 Premierminister wurde, wurde Lord Clarendon Captain of the Honourable Corps of Gentlemen-at-Arms und Chief Whip der Konservativen im House of Lords, Positionen, die er auch unter Stanley Baldwin bis Januar 1924 und erneut von Dezember 1924 bis 1925 innehatte. Anschließend war Lord Clarendon bis 1927 der erste Under-Secretary of State für Angelegenheiten der Dominions.
1931 wurde Lord Clarendon zum Generalgouverneur der Südafrikanischen Union ernannt, ein Amt, das er bis 1937 innehatte. Während seiner Amtszeit als Generalgouverneur von Südafrika war er auch Chief Scout der südafrikanischen Pfadfinderbewegung. Die Clarendon High School for Girls und die ihr angeschlossenen Schulen, die Clarendon Primary School und die Clarendon Preparatory School in East London, Südafrika, sind nach ihm benannt.
Von 1938 bis 1952 hatte Lord Clarendon das Hofamt des Lord Chamberlain of the Household inne.

## Ehe und Nachkommen
1905 heiratete er in London Hon. Adeline Verena Ishbel Cocks, Schwester des Arthur Somers-Cocks, 6. Baron Somers. Sie hatten drei Kinder:
- George Herbert Arthur Edward Hyde Villiers, Lord Hyde (1906–1935), ⚭ 1932 Hon. Marion Feodorovna Louise Glyn (1900–1970), Tochter des Frederic Glyn, 4. Baron Wolverton;
- Lady Nina Joan Edith Virgina Villiers (1908–1971), ⚭ 1933 George Christopher Newman;
- Hon. William Nicholas Somers Laurence Hyde Villiers (1916–2000), ⚭ 1939 Mary Cecilia Georgina Weld-Forester (1917–2002).

Villiers starb im Dezember 1955 im Alter von 78 Jahren. Da sein ältester Sohn George bereits 1935 bei einem Schießunfall in Südafrika ums Leben gekommen war, erbte dessen Sohn, George Frederick Laurence Hyde Villiers (1933–2009), seine Adelstitel als 7. Earl.

## Auszeichnungen (Auswahl)
1924 wurde er mit der Freedom of the Borough von Watford ausgezeichnet.
1930 wurde er zum Knight Grand Cross des Order of St Michael and St George (GCMG) geschlagen.
1931 wurde er als Mitglied des Privy Council (PC) vereidigt.
1937 wurde er von König Georg VI. als Knight Companion in den Hosenbandorden (KG) und 1939 als Knight Grand Cross in den Royal Victorian Order (GCVO) aufgenommen. Von 1938 bis 1952 war er auch Kämmerer und Kanzler des Royal Victorian Order.
Im Order of Saint John stieg er 1940 bis zum Bailiff Grand Cross (GCStJ) auf und war von 1943 bis 1946 auch Prior dieses Ordens.
1952 wurde er von Königin Elisabeth II. mit der Royal Victorian Chain ausgezeichnet.
Er war auch ein Deputy Lieutenant von Hertfordshire (DL).